# Marcelle Gauvreau
Marcelle Gauvreau   (Rimouski, 28 de febrer de 1907 - 16 de desembre de 1968) va ser una botànica canadenca que es va interessar especialment per l'educació d'història natural per als nens. Va fundar una escola per fomentar els joves naturalistes i va publicar tant a revistes científiques com a la premsa popular.

## Família i educació
Marcelle Gauvreau va néixer a Rimouski (Quebec), filla de Joseph Gauvreau (un metge) i Augustine L'Arrivée. Quan Marcelle tenia dos anys d'edat, el seu pare es va convertir en registrador del Col·legi de Metges i Cirurgians de Quebec a Montreal, i la família es va traslladar a aquesta ciutat. Marcelle era tia i padrina del cineasta Claude Jutra.
Gauvreau va rebre la seva primera educació a l'Acadèmia Saint-Urbain, a l'Acadèmia Boulevard i al convent de Mont-Sainte-Marie. Quan tenia deu anys d'edat va patir poliomielitis, que la va deixar amb una cama feble i li va fer perdre mig any d'escolaritat. L'any 1924, als 17 anys d'edat, va contreure una tuberculosi, que la va deixar amb problemes de salut per a la resta de la seva vida.
Gauvreau va assistir a la Universitat de Montreal durant un any (1929-1930). El 1930, el diari Le Devoir, encoratjat pel destacat botànic Marie-Victorin Kirouac, va realitzar un concurs de botànica. Gauvreau, que ja havia començat a desenvolupar un interès per la botànica, es va presentar al concurs amb un herbari, que va ser considerat excel·lent pels jutges del concurs però exclòs dels premis perquè Gauvreau estava llavors inscrita a la divisió d'arts i filosofia de la universitat en lloc de la ciències naturals. L'any següent, Gauvreau es va traslladar a l'Institut Botànic per estudiar més amb Kirouac, que la considerava una de les estudiants més brillants de l'escola. Es va llicenciar en botànica el 1932 i l'any següent es va llicenciar en ciències naturals.
Durant aquest mateix període, va treballar a la biblioteca de l'Institut Botànic i es va llicenciar en biblioteconomia per la Universitat McGill el 1935.
El 1933, va començar un treball de postgrau sobre les algues marines del riu Sant Llorenç sota Jules Brunel. Va obtenir el M.S. el 1939, i la seva tesi va ser publicada el 1956. Durant els seus estudis de postgrau, també va completar una bibliografia exhaustiva dels escrits de Kirouac i va treballar en el glossari i l'índex de la seva obra màgica, La flore laurentienne (La flora laurenciana), el primer registre complet de totes les espècies vegetals autòctones del sud del Quebec.

## Carrera professional

### Els Cercles dels Joves Naturalistes
A la dècada de 1930, Gauvreau es va involucrar amb una nova organització, els Cercles de Joves Naturalistes, fundada per animar els joves científics i amb el suport de la Societat Canadenca d'Història Natural. El 1932, es va convertir en l'editora d'una crònica setmanal d'activitats dels Cercles de Joves Naturalistes publicada a la revista juvenil L'Oiseau bleu (L'ocell blau). Va continuar allà fins que la revista va tancar el 1940. Entre 1938 i 1954, també va escriure una columna setmanal sobre els Cercles de Joves Naturalistes a Le Devoir. Del 1938 al 1950 va ser oficial dels Cercles de Joves Naturalistes i el 1956 va ser escollida presidenta de la Societat Canadenca d'Història Natural.

### L'Escola del Despertar
Cap al 1935, Gauvreau va fundar una institució educativa única, l'École de l'Éveill (Escola del Despertar). Igual que amb els Cercles de Joves Naturalistes, l'objectiu era despertar els estudiants prometedors de primària a les ciències naturals. Els estudiants assistien una hora a la setmana, i l'èmfasi es posava en el desenvolupament d'habilitats d'observació i de treball de camp mitjançant el contacte directe amb plantes i animals vius. De 1939 a 1957, les classes es van fer al Jardí Botànic de Montreal. Arran d'un desacord amb les autoritats de la ciutat, Gauvreau va decidir traslladar l'escola a l'Institut Cardinal-Léger. Posteriorment, es van obrir diverses sucursals més per la ciutat i els seus suburbis. L'any 1960, més de 3500 alumnes havien passat per l'escola.

### Ràdio i televisió
El 1943, Gauvreau va tenir un programa de ràdio per a nens petits on explicava històries sobre el món natural amb el pseudònim La Fée des fleurs (Fada de les flors). Entre 1963 i 1964, es va associar amb la sèrie de televisió Wonders of Nature (Meravelles de la natura).

### Publicacions
Gauvreau va publicar àmpliament, escrivint tant per a revistes científiques com per a la premsa popular. Els seus treballs inclouen dos llibres per a nens sobre flora i fauna canadenca, la seva tesi sobre algues marines i més de 250 articles principalment per a nens.

## Llegat
La Reserva Ecològica Marcelle-Gauvreau al Quebec va rebre el seu nom en honor seu.